# Pleasant Dreams
Pleasant Dreams är ett musikalbum av Ramones som släpptes 1981 Under tiden de gjorde albumet var det konflikter mellan medlemmarna då Johnny Ramone började dejta Joey Ramones ex-flickvän.

## Låtlista
Sida ett
1. "We Want the Airwaves" (Joey Ramone) - 3:22
2. "All's Quiet on the Eastern Front" (Dee Dee Ramone) - 2:14
3. "The KKK Took My Baby Away" (Joey Ramone) - 2:32
4. "Don't Go" (Joey Ramone) - 2:48
5. "You Sound Like You're Sick" (Dee Dee Ramone) - 2:42
6. "It's Not My Place (In the 9 to 5 World)" (Joey Ramone) - 3:24

Sida två
1. "She's a Sensation" (Joey Ramone) - 3:29
2. "7-11" (Joey Ramone) - 3:38
3. "You Didn't Mean Anything to Me" (Dee Dee Ramone) - 3:00
4. "Come on Now" (Dee Dee Ramone) - 2:33
5. "This Business Is Killing Me" (Joey Ramone) - 2:41
6. "Sitting in My Room" (Dee Dee Ramone) - 2:30